# Декабристское движение на Украине

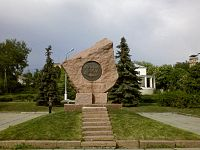
Памятник декабристам в г. Васильков. Скульптор Вронский Макар Кондратьевич, архитектор Гнездилов Василий Георгиевич

Декабристское движение на Украине — это деятельность тайных организаций декабристов на Украине: Союза благоденствия, Южного общества и Общества объединенных славян и события, связанные с восстанием Черниговского полка.
В активных формах деятельность декабристов осуществлялась на территории нынешних Полтавской, Винницкой, Киевской, Черкасской и Житомирской областей.

## Декабристы и Украина

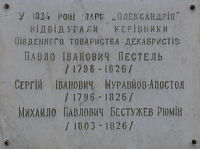
Мемориальная доска на здании администрации Парка Александрия

В начале XIX в. в Российской империи оживилось общественно-политическое движение, одной из разновидностей которого были масонские ложи: в Киеве («Соединенные славяне») и в Полтаве («Любовь к истине»), а также декабристское движение. Уже вскоре после образования Союза спасения деятельность декабристов перекинулся на юг Российской империи. Ведущий советский декабристовед академик М. В. Нечкина отмечает, что в нём широко была представлена Украина. Это родовые гнезда Муравьевых-Апостолов (Полтавская губерния), Давида и Поджио (Киевская губерния), с Полтавской губернии связаны также декабристы Якубович, Александр Иванович, Шимков, Иван Федорович, Андреевич, Яков Максимович, Краснокутский, Семён Григорьевич, Бечаснов Владимир Александрович и Лисовский Николай Фёдорович; с Черниговской — Мозгалевский Николай Иосифович; со Слобожанщины — братья Борисовы. Подольская губерния представлена Юшневским, Тизенгаузеном, П. Ф. Выгодовский; Юлиан Люблинский проживал в Новограде-Волынском, И. И. Иванов — в Житомире, Я. М. Булгари — Харькове. Таким образом, на украинской земле родились и служили многие из дворянских революционеров. Но список М. В. Нечкиной не является исчерпывающим, его следует дополнить фамилиями Волконского, Я. Я. Драгоманова, Корниловича, Сутгофа, И. И. Сухинова, Усовського, Фурмана, братьев Капнист, Семён Васильевич и Капнист, Алексей Васильевич и других, родившихся или имели имения на Украине.

## Деятельность декабристов

### Тайные общества
Убедительным подтверждением связи декабристского движения с Украиной является не проживание или служба отдельных декабристов, а деятельность декабристских организаций. На Украине, где были расквартированы российские войска, находилось на службе много оппозиционно настроенных офицеров — членов тайных обществ. 

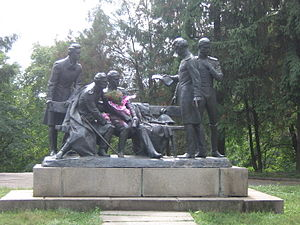
Памятник декабристам. Парк Декабристов, Каменка (Черкасская область). Скульпторы: Вронский Макар Кондратьевич, Чепелик Владимир Андреевич, архитектор Гнездилов Василий Георгиевич. 1975

В 1818 году по прибытии на службу в Киев генерала М. Орлова город становится центром деловых встреч членов Союза благоденствия. В Тульчине существовал филиал московского Союза благоденствия. После ликвидации Союза благоденствия в 1821 году большинство его членов не прекратили политической деятельности. В марте 1821 Тульчинская управа приняла решение о создании новой организации, которая была названа Южным обществом. Председателем последнего был избран полковник Павел Пестель. 

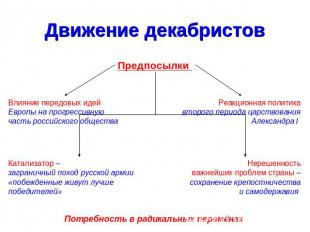
Движение Декабристов

 Членами общества стали офицеры полков, находившихся на Украине. Северное общество организационно оформилось позже, в конце 1821. Кроме тульчинской управы были основаны еще две: Каменскую — во главе с В. Давыдовым и Волконского и Васильковскую, которую возглавлял подполковник Муравьёв-Апостол. Время от времени происходили конспиративные совещания обществ. Для этого использовали Киевскую контрактовую ярмарку. В Каменке регулярно созывались осенние совещания декабристов. Из трех тайных обществ, возникших в начале 20-х годов 19 века, когда движение декабристов находилось в зрелой стадии своего развития, на Украине существовали и проводили революционную деятельность два тайных общества — Южное общество и Общество соединенных славян, основанное в 1823 году в Новограде-Волынском братьями Борисовыми. Из пяти казненных лидеров трое принадлежали к числу руководителей Южного общества. Председателем Южного общества Пестеля была разработана «Русская правда» — выдающийся программный документ движения.

### «Киевские контракты»
Важной формой деятельности Южного общества стали съезды его руководителей, которые проводились ежегодно (декабристы называли их «киевские контракты»). Декабристы собирались в начале года, в целях конспирации съезды приурочивались к ярмарке.
```

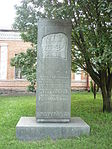
Памятник декабристам по ул. Коломенский в Умани

Первый съезд проходил в январе 1822 года в Киеве в дома Давидова. 
```

В его работе участвовали Пестель, Юшневский, Волконский, Давыдов, С. Муравьев-Апостол. На съезде решались организационные вопросы, завершилось организационное оформление Южного общества. Директорами общества были выбраны Пестель и Юшневский. Была подтверждена конечная цель борьбы — установление в России республики и уничтожение крепостного права, причем речь шла о наделении крестьян землей. По мнению участников съезда революция должна произойти с помощью войск. Пестель настаивал на уничтожении царской семьи.
```
Второй съезд состоялся в январе 1823. 
```

На съезде присутствовали прошлогодние участники и М. Бестужев-Рюмин. Основной вопрос съезда — обсуждение и принятие «Русской правды», которая была принята единогласно и стала официальным документом Южного общества. Муравьев-Апостол поставил на съезде вопрос о восстании, предлагая начать выступление на юге России. Второй съезд принял решение о создании в дополнение к Тульчинской двух управ: Васильковской во главе с Муравьевым-Апостолом и Бестужевым-Рюминым и Каменской во главе с Волконским и Давыдовым. Рассматривался вопрос и о польском Патриотическое общество. Бестужеву-Рюмину было поручено наладить связи с польским обществом.
```
Третий съезд состоялся в январе в 1824 году.
```

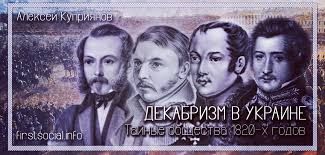
Декабризм на Украине

На нем обсуждались два важных вопроса: о поездке Пестеля в Петербург для переговоров с руководителями Северного общества и о ходе переговоров с польским Патриотическим обществом о совместных действиях. В планы Южного общества входило возвращение Польши государственной независимости. После отъезда Пестеля в Петербург, съезд продолжил работу и рассмотрел Бобруйский план, по которому предполагалось начать вооруженное выступление во время смотра войск в Бобруйской крепости. Инициаторы плана Муравьев-Апостол (командир Черниговского полка) и Бестужев-Рюмин (Полтавский полк) предлагали в Бобруйске арестовать царя и этим начать выступление. Их поддержал командир Алексопольского полка Повало-Швейковский. План не нашел поддержки у Пестеля и других руководителей Южного общества, съезд дал ему отрицательную оценку в силу плохой подготовленности плана.
На начале 1825 года состоялся четвертый съезд. На нем присутствовали 12 человек. Главный вопрос — обсуждение нового плана восстания, предложенного Муравьевым-Апостолом и Бестужевым-Рюминым о начале вооруженного выступления во время смотра войск в Белой Церкви. План предусматривал арест царя, офицеры поднимают восстание в полках, которые движутся на Киев, а оттуда на Москву и Петербург, чтобы захватить власть в столицах. Неудачная попытка объединиться с Северным обществом привела Пестеля к выводу, что начинать восстание еще рано. Присутствующие на съезде поддержали его. Выступление отложили до 1826 года.

## Восстание Черниговского полка
Внутренней политической ситуацией, связанной со смертью Александра I, решило воспользоваться Северное общество. 14 декабря 1825 года оно подняло восстание в Петербурге. Отсутствие серьёзной подготовки, чёткого понимания цели восстания со стороны солдат и населения — всё это привело к его поражению. Начались аресты. Южное общество не смогло вовремя поддержать восстание в Петербурге, поскольку еще 13 декабря был арестован Пестель, а посланец из Петербурга с известием о восстании прибыл на Украину поздно. Однако даже в этой ситуации 29 декабря 1825 года Васильковская управа во главе с С. Муравьевым-Апостолом подняла восстание Черниговского полка, длившееся шесть дней.

## Увековечения памяти декабристов на Украине

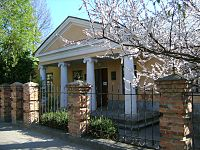
Тульчинский историко-краеведческий музей, бывший дом Офицерского собрания (18 в.)

В Киеве в честь декабристов названы улицы:
- улица Павла Пестеля;
- улица Декабристов;
- улица Рылеева;
- Александра Бестужева.

В Киеве мемориальные доски на домах в честь декабристов установлено на улице Грушевского дом № 14 улице Гусовского 8/10. В Тульчине, в доме, где жил П. Пестель (улица Пестеля, 24), в 1975 году открыт музей. В саду перед входом в него установили бюст Павла Пестеля. Раздел о деятельности декабристов на Украине и в Тульчинском историко-краеведческом музее, который находится в здании бывшего Офицерского собрания 2-й армии, здесь постоянно бывали Пестель и другие декабристы. В честь 150-й годовщины восстания декабристов в 1975 году в Каменке Черкасской области в Парке Декабристов открыт памятник декабристам, скульпторы Вронский Макар Кондратьевич и Чепелик Владимир Андреевич, архитектор Гнездилов Василий Георгиевич. В этом же году памятник декабристам открыт в Василькове, скульптор Вронский Макар Кондратьевич, архитектор Гнездилов Василий Георгиевич. В Белой Церкви, в парке «Александрия», установлена мемориальная доска в честь того, что здесь бывали руководители Южного общества П. И. Пестель, С. И. Муравьев-Апостол и М. П. Бестужев-Рюмин. В Умани по улице Коломенской, стоит дом, в котором в своё время жил С. Г. Волконский. Перед домом — стела. О деятельности декабристов на Волыни напоминает улица Декабристов в с. Орешник Житомирской области. На ней сохранился старинный дом, где собирались на свои тайные сходки офицеры. В Новоград-Волынском и Любаре установлены памятные знаки.